# Edith Van Leckwyck
Edith Clementina Brunhilda (Edith) Van Leckwyck (Antwerpen, 25 maart 1899 – Amsterdam, 1987) was een Belgisch kunstschilder. Na haar huwelijk met Heinrich Campendonk wordt ze ook wel Edith Clementina Brunhilda Campendonk-Van Leckwyck genoemd.

## Levensloop

### Afkomst en vroegere jaren
Edith Van Leckwyck stamde uit een gegoed milieu. Haar vader Charles Van Leckwyck was een welvarend industrieel koffiebrander (“Roode Pelikaan”). Het gezin bracht de zomer meestal door aan de kust in de villa in Middelkerke.
De familie van Leckwyck vluchtte, net als vele andere kunstenaars, in 1914 voor het oorlogsgeweld en vestigde zich in Den Haag. Daar leidde Edith haar luxe-leventje verder. De tentoonstelling van de expressionistische groep “Der Sturm” in 1916 in Den Haag maakte diepe indruk op haar. Ze zag er voor het eerst de werken van Heinrich Campendonk. Edith kreeg haar eerste schilderkunstopleiding in Den Haag onder leiding van de eveneens gevluchte Belgische schilders Jules Schmalzigaug en Willem Paerels.
In 1918 kwam de familie terug in Antwerpen wonen. Haar vader was intussen aangesteld tot consul van Brazilië. Via haar vader ontmoette ze een hoge functionaris van de Perzische ambassade in Den Haag. Al snel huwde Edith met prins Mirra Mahmoud Khan des Beny Saghaph. Het huwelijk bleek een ontgoocheling ten gevolge van een cultuurclash : de onderdanigheid die van haar werd verwacht kon Edith onmogelijk opbrengen. Op 17 juli 1923 wordt het kinderloze huwelijk ontbonden in Parijs bij vonnis van het beroepshof. Toen zij haar zelfstandigheid eenmaal terug had, nam ze een moeizame herstart. Ze trok naar Antwerpen en nam les bij Floris Jespers.
Edith ontmoette Wassily Kandinsky en Heinrich Campendonk op een tentoonstelling in de kunstkring in Antwerpen in 1929. Heinrich wilde een van haar werken hebben, waarop ze besloten om twee achterglasschilderijen te ruilen.
Samen met Heinrich Campendonk reisde ze in 1930 en 1932 naar Bretagne. De belangstelling voor kerkhoven en bloemen deelden ze en het inspireerde hun werk. Ook in Middelkerke schilderde ze nog vaak.
Vanaf 1931 gaf ze les kleurharmonie in de vakschool voor kunstambachten van Antwerpen. In hetzelfde jaar kocht de Belgische staat haar werk “Kerk in Bretagne”. Haar vriendschap met Heinrich Campendonk groeide uit tot liefde en zij huwden in Middelkerke. Het huwelijk werd gesloten op 9 maart 1935. Heinrich was sinds 17 januari 1933 gescheiden van Adelheid Anna Julia Deichmann. Uit zijn eerste huwelijk had hij een dochter.

### Leven in Amsterdam
Bevreesd voor de opkomst van het nazisme vluchtten Heinrich en Edith na hun huwelijk naar Amsterdam en gingen wonen in een appartementje op de Stadhouderskade nr 67-2. Hij werd er hoofd van de afdeling monumentale kunsten aan de Rijksacademie. Het huwelijk betekende een drastische verandering in Ediths leven. Zij stelde zich nu wél volledig in dienst van haar man en stopte nagenoeg volledig met schilderen. Hun huwelijk bleef kinderloos. Heinrich Campendonk overleed na ziekte te Amsterdam op 9 mei 1957.

### Na de dood van Heinrich
Edith van Leckwyck reisde nu de wereld rond, o.a. naar de Hermitage in Sint-Petersburg en het Rockefeller Center in New York om de schilderijen van haar man te identificeren. Ze werd bestookt met aanvragen om het werk van Campendonk te exposeren, maar jarenlang wees ze die af. Prof. Dr. Hans Jaffé, een huisvriend, kon Edith ten slotte overhalen. Bij mondjesmaat werden de werken van haar man aan de kunstwereld voorgesteld.
Edith bleef na het overlijden van haar man in Amsterdam wonen. Vanaf nu huurde ze elke zomer een kleine studio te Oostende op de Albert I-Wandeling 24, waar ze - na zevenentwintig jaar - opnieuw begon met schilderen. Nu maakte ze geen verstilde dorpsgezichten zoals voorheen, maar voorstellingen in een vlotte schriftuur en met felle kleuren, zoals vliegtuigen en auto’s. Het zijn vooral olieverfschilderijen, aquarellen en achterglasschilderijen die ze nu produceerde. In 1987 overleed ze op 88-jarige leeftijd in Amsterdam.

## Oeuvre
Ze verwierf voornamelijk bekendheid als schilderes van expressionistische landschappen en stadsgezichten en later door haar impressies van de zee, poëtische landschappen, fauna en flora en fantasievoorstellingen. Haar vroege oeuvre is topografisch interessant omdat het om nogal getrouwe landschappen en dorpsgezichten gaat, maar dat bezit niet de bevlogenheid van het werk uit de tweede periode.

## Tentoonstellingen
- 1927, Antwerpen, Salle Renis
- 1930, Krefeld, Kaiser-Wilhelm museum: “Moderne Schilderijen uit de Nederlanden”. (Groepstentoonstelling met oa.Ensor, Permeke, Masereel en Vlaminck)
- 1927, Antwerpen, Stedelijke Feestzaal
- 1927, Den Haag, Haagse Kunstkring
- 1928, Rotterdam, Toonkamers Eckaert
- 1928, Essen Dietrich Baedecker Saal
- 1928, Mülheim, Stätisches Museum
- 1929, Duisburg, Duisburger Museumsverein
- 1929, Wiesbaden, Neues Museum
- 1929, Köln, Galerie Abels
- 1929, Antwerpen, Galerie “Het Kompas”
- 1930, Hamburg, Hamburger Kunstverein
- 1930, Krefeld, Kaiser Wilhelm Museum (“Moderne schilderijen uit de Nederlanden”)
- 1931, Antwerpen, Salle Oor
- 1931, Luik, Salon des Beaux-Arts
- 1932, Gent, Biënnale
- 1932, Rotterdam, Internationale tentoonstelling
- 1934, Sint-Niklaas-Waas, Stadsmuseum
- 1934, Doornik, Cercle Artisque
- 1934, Antwerpen, Stedelijke Feestzaal (tentoonstelling “Moderne Kunst”)
- 1934, Sint-Niklaas-Waas, Stadsmuseum (Moderne Kunst)
- 1934, Antwerpen, Quatriënnale
- 1934, Venlo, Kunstkring
- 1935, Antwerpen, zaal Janus
- 1962, Mainz, Gutenberg-Museum (“Hinterglasmalerei im 20. Jahrhundert”)
- 1963, Düsseldorf, Galerei Vömel
- 1964, Oostende, Kursaal (“Oostende in de Kunst”)
- 1964, Bielefeld, Kunstsalon Otto Fischer
- 1964, Mainz, Institut Français
- 1965, Brussel, Paleis voor Schone Kunsten
- 1965, Verviers, Société Royale des Beaux-Arts
- 1966, Köln, Belgisch huis
- 1966, Wuppertal, Raumkunst Becher
- 1966, Amsterdam, Galerie d’Eendt
- 1967, Gent, Galerij Kaleidoskoop
- 1968, Antwerpen, B.P. Building
- 1968, Poperinge, Galerij van Steenkiste
- 1968, Middelkerke, Bloemengalerij Verdonck, Leopoldlaan 15
- 1968, Brugge, Brugsche galerie (Kontra Punt)
- 1968, Amsterdam, Galerie d’Eendt
- 1969, Oostende, eigen atelier
- 1969, Hulst, Boekhandel galerie van Geyt
- 1969, Hoogeveen, Cultureel Centrum “De Tamboer”
- 1970, Oostende, eigen atelier
- 1971, Oostende, Kursaal (religieuze kunst “Confrontatie”)
- 1973, De Panne (religieuze tematiek)
- 1974, Krefeld, Kaiser Wilhelm Museum
- 1974, Antwerpen, Provinciaal Centrum Arenberg
- 1975, Oostende, Standaard Galerij
- 1979 ’s Hertogenbosch, Kunsthandel Borzo

## Verzamelingen
- Antwerpen, Koninklijk Museum voor Schone Kunsten
- Brussel, Koninklijke Bibliotheek, afdeling prentenkabinet
- Oostende, MuZEE
- Sint-Niklaas, Stedelijk museum
- Mülheim/Ruhr (Duitsland), Städtisches Museum
- Krefeld (Duitsland), Kaiser Wilhelm Museum
- Utrecht (Nederland)
- New-Haven (U.S.A.)
- Yale University (U.S.A.)